# ふゆがきた
「ふゆがきた」は1998年1月15日にOne Up Musicから発売された加藤紀子の10枚目のシングル。

## 解説
前作の「Invitation」から半年ぶりのシングルで、One Up Musicにリリースした最後のシングルである。
「ふゆがきた」は、日本テレビ系『TVおじゃマンボウ』エンディングテーマに起用された。

## 収録曲
1. ふゆがきた
作詞：康珍化、作曲：吉田拓郎、編曲：武部聡志
  - 日本テレビ系『TVおじゃマンボウ』エンディングテーマ
2. 春の匂い
作詞：加藤紀子、作曲・編曲：GONTITI
3. ふゆがきた (オリジナル・カラオケ)